# Va Va Voom
Va Va Voom е песен от луксозното издание на албума Pink Friday: Roman Reloaded на американско-тринидадската рапърка Ники Минаж. Песента е и част от преизданието на албума.

## История
Песента първо трябвало да бъде главният сингъл от албума и да е издадена на 7 февруари 2012 г., после е отменено за 14, но е издадена на 3 април 2012 г. заедно с луксозното издание на албума. Официално като сингъл песента е издадена на 12 септември 2012 г. във Великобритания, на 24 септември Австралия, на 23 октомври в Съединените щати и на 9 ноември във Франция. На официалния сайт на Ники Минаж има въпрос кой да ѝ е следващият сингъл. Va Va Voom получава най-много гласувания. Въпреки това тя отменя сингъла и издава Pound the Alarm, защото Pound the Alarm е много-по енергично.

## Музикално видео
На 17 декември 2011 г. Ники Минаж почва да заснема видеото към Va Va Voom. Издава го на 26 октомври 2012 г. Въпреки това тя не харесва видеото. Направено е по подобие на историята за Снежанка.

## Изпълнения на живо
Минаж изпълнява Va Va Voom за първи път по телевизията на 25 януари 2013 г. по Jimmy Kimmel Live.

## История на издаване
| Държава        | Дата                 | Формат         |
| -------------- | -------------------- | -------------- |
| Великобритания | 12 септември 2012 г. | Радиоизлъчване |
| Австралия      | 24 септември 2012 г. | Радиоизлъчване |
| САЩ            | 23 октомври 2012 г.  | Радиоизлъчване |
| Франция        | 9 ноември 2012 г.    | Радиоизлъчване |

## Позиции в музикалните класации
| Класация                                 | Позиция |
| ---------------------------------------- | ------- |
| Австралия (ARIA)                         | 36      |
| Белгия (Ultratip Wallonia)               | 1       |
| Великобритания (Official Charts Company) | 104     |
| Ирландия (IRMA)                          | 13      |
| Канада (Canadian Hot 100)                | 74      |
| Словакия (IFPI)                          | 22      |
| Чехия (IFPI)                             | 35      |